# 大塚駅 (広島県)
大塚駅（おおづかえき）は、広島県広島市安佐南区大塚西にある広島高速交通広島新交通1号線（アストラムライン）の駅である。副駅名は市立大学口。

## 概要
広島市北西部開発の一環として開発されたニュータウン「西風新都」の玄関口に位置する駅である。

## 歴史
- 1994年（平成6年）8月20日：開業[1][2]。
- 1999年（平成11年）3月20日：ダイヤ改正で新設された急行列車の停車駅となる[1]。
- 2000年（平成12年）：業務委託駅となる[3]。
- 2004年（平成16年）3月20日：ダイヤ改正で急行列車が廃止[1]。
- 2009年（平成21年）8月8日：PASPY導入[1]。
- 2015年（平成27年）：構内放送とホームの発車標を新白島駅と同等の物に更新。

## 駅構造
島式ホーム1面2線の高架駅。ホームから1フロアー降りたところに券売機・改札がある。ステーションカラーは■水色。

### のりば
| のりば | 路線              | 方向 | 行先           |
| ------ | ----------------- | ---- | -------------- |
| 1      | ■アストラムライン | 下り | 広域公園前方面 |
| 2      | ■アストラムライン | 上り | 本通方面       |

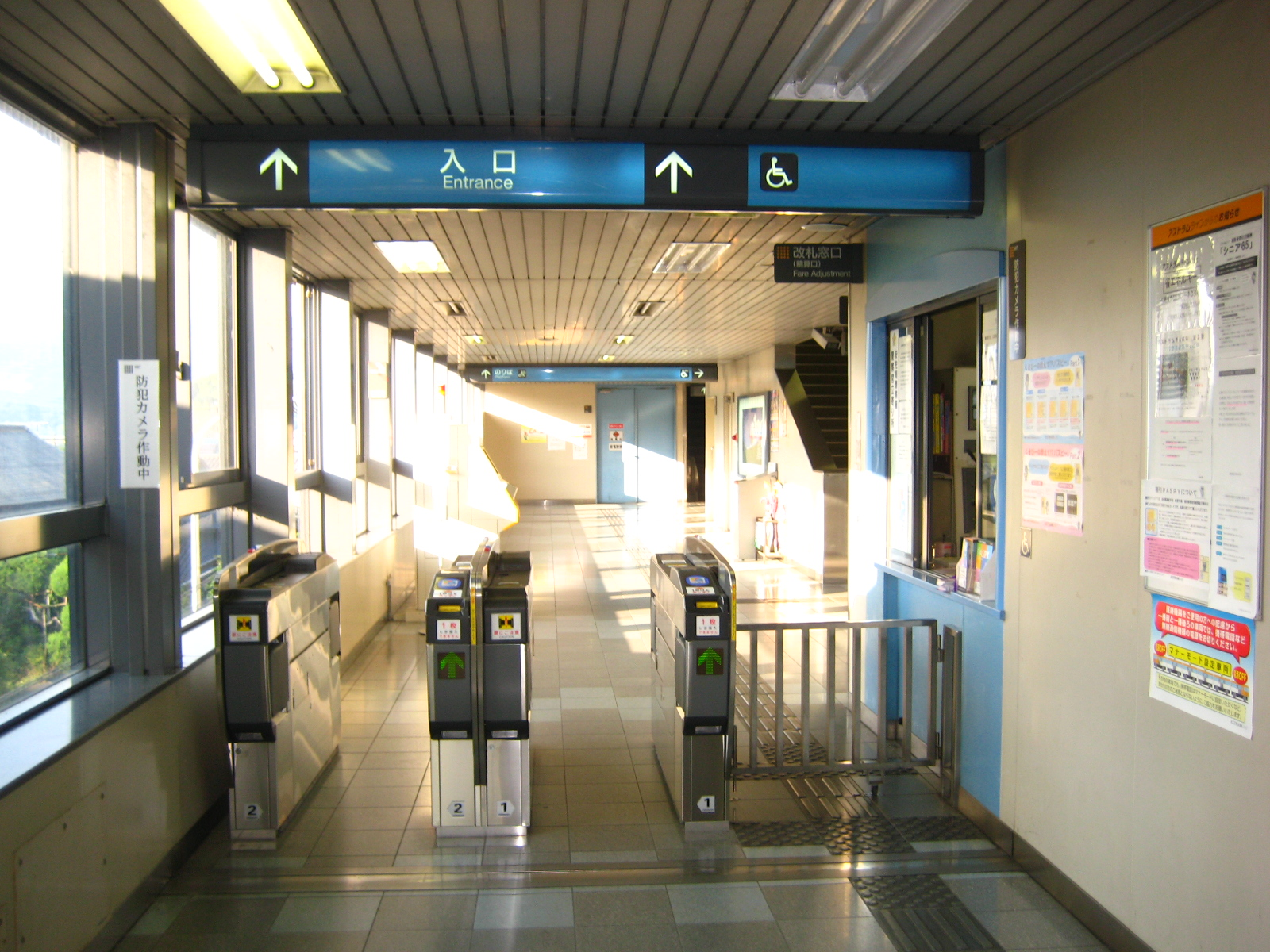
改札口（2009年8月）
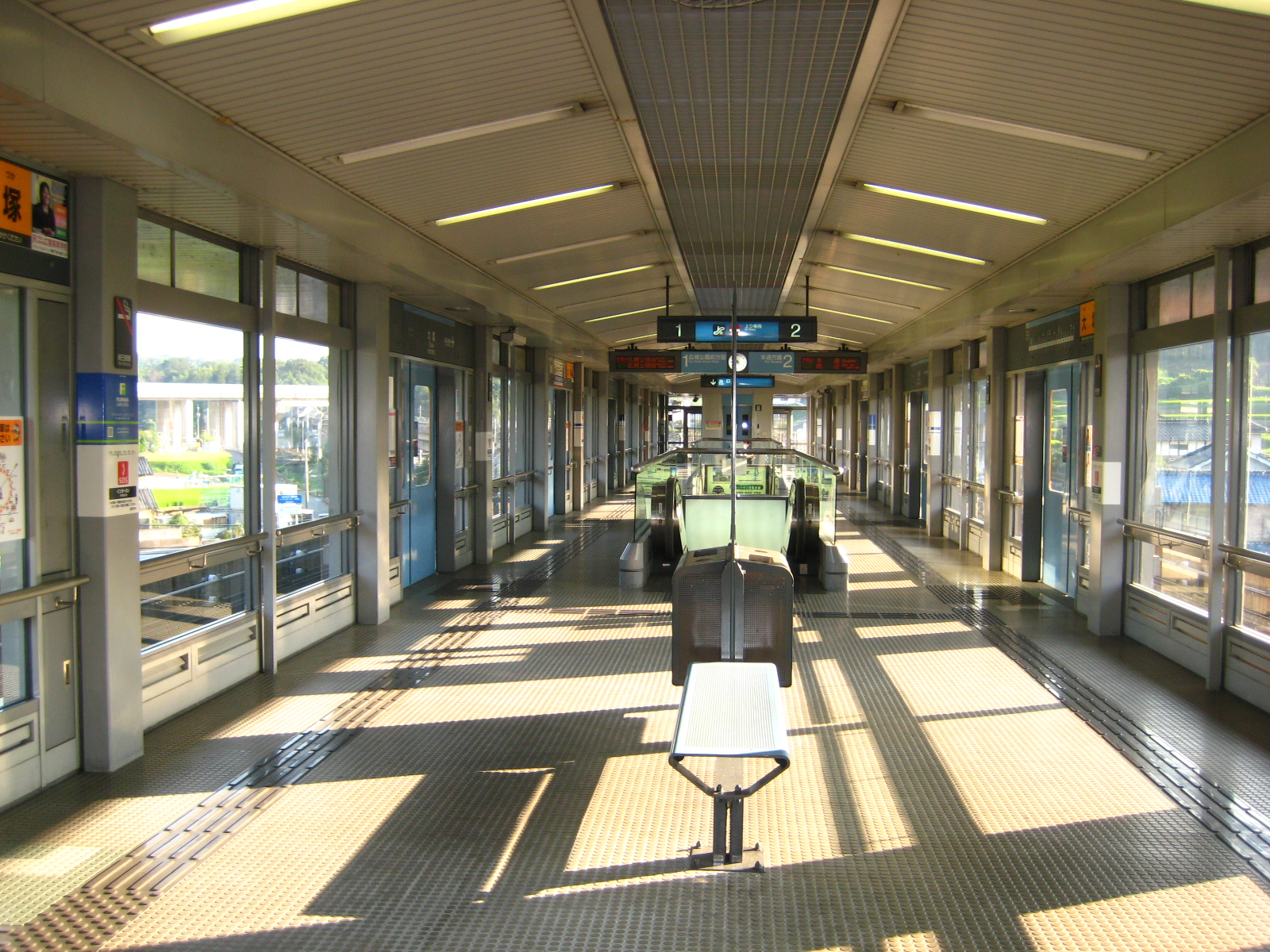
ホーム（2009年8月）

## 利用状況
以下の情報は、広島市統計書に基づいたデータである。アストラムラインでは「1年毎乗車総数」と「1年毎降車総数」の情報を公開している。1日平均乗車人員データは、年度毎の乗車総数を365（閏年は366）で割った値を小数点2位を丸めて小数点1位の値にした物である。アストラムラインのデータは1,000で丸めて提供されているので、1年毎ではプラスマイナス500の誤差があり、1日当たりでは1.4人程度の誤差が発生する。
| 年度               | 1日平均 乗車人員 | 1年毎 乗車総数 | 1年毎 降車総数 |
| ------------------ | ---------------- | -------------- | -------------- |
| 1995年（平成07年） | 609.3            | 223,000        | 223,000        |
| 1996年（平成08年） | 712.3            | 260,000        | 264,000        |
| 1997年（平成09年） | 791.8            | 289,000        | 300,000        |
| 1998年（平成10年） | 860.3            | 314,000        | 320,000        |
| 1999年（平成11年） | 1,002.7          | 367,000        | 370,000        |
| 2000年（平成12年） | 1,197.3          | 437,000        | 434,000        |
| 2001年（平成13年） | 945.2            | 345,000        | 360,000        |
| 2002年（平成14年） | 564.4            | 206,000        | 222,000        |
| 2003年（平成15年） | 560.1            | 205,000        | 222,000        |
| 2004年（平成16年） | 589.0            | 215,000        | 227,000        |
| 2005年（平成17年） | 635.6            | 232,000        | 241,000        |
| 2006年（平成18年） | 646.6            | 236,000        | 252,000        |
| 2007年（平成19年） | 707.7            | 259,000        | 273,000        |
| 2008年（平成20年） | 627.4            | 229,000        | 246,000        |
| 2009年（平成21年） | 663.0            | 242,000        | 254,000        |
| 2010年（平成22年） | 687.7            | 251,000        | 263,000        |
| 2011年（平成23年） | 726.8            | 266,000        | 280,000        |
| 2012年（平成24年） | 797.3            | 291,000        | 307,000        |
| 2013年（平成25年） | 813.7            | 297,000        | 316,000        |
| 2014年（平成26年） | 843.8            | 308,000        | 328,000        |
| 2015年（平成27年） | 909.8            | 333,000        | 345,000        |
| 2016年（平成28年） | 893.2            | 326,000        | 336,000        |
| 2017年（平成29年） | 879.5            | 321,000        | 328,000        |
| 2018年（平成30年） | 852.1            | 311,000        | 317,000        |
| 2019年（令和元年） | 816.9            | 299,000        | 306,000        |
| 2020年（令和02年） | 608.2            | 222,000        | 234,000        |
| 2021年（令和03年） | 657.5            | 240,000        | 244,000        |
| 2022年（令和04年） | 728.8            | 266,000        | 269,000        |

2001年（平成13年）に利用客が急減しているのは、広島電鉄が同年10月2日に開通させた、西風新都方面から広島高速4号線を経由し広島バスセンターを結ぶバス路線に利用客が流れたことに起因すると見られている。

## 駅周辺
- 広島大塚郵便局
- 広島市立大学
- A.CITY・花の季台・セントラルシティこころ・藤興園（団地）
- 広島高速4号線 沼田出入口
- 広島広域公園陸上競技場
- 山陽自動車道 五日市IC

## バスのりば
「大塚駅」バス停は、駅北側で広島県道71号広島湯来線（広島県道265号伴広島線と重複）と大塚駅北交差点で交わる広島市道西風新都中央線の道路上にある。2番乗り場と3番乗り場があり、駅からは北東へ約200メートル離れている。広島高速4号線沼田出入口と山陽自動車道五日市ICおよび広島自動車道広島西風新都ICを結ぶ一般道上にあることから、広島市街地から西風新都エリアに向かう一般路線バスのみならず、広島バスセンター（広島BC）から山陰・山口方面に向かう都市間高速バスも数多く停車する。
1番乗り場と4番乗り場は県道沿いにあったが使用停止されている。2021年3月31日までは広電バスの沼田高校と広島市街地を結ぶ平日1往復と石内線のうちこころ団地を発着する平日2往復が発着していた。なお、駅のエスカレーター側にある側道にもバス停があるが現在は使われていない。

### 一般路線バス
広電バス の路線バスが発着する。
- 花の季台・こころ団地線（西風新都線、広島BC[注釈 1] - 高速4号線 - Aシティ中央 - 花の季台・こころ南中央・こころ西風梅苑・こころ産業団地）
- 五月が丘団地・免許センター線（広島B[注釈 2] - 高速4号線 - 五月が丘団地・免許センター・ジアウトレット広島・そらの木）
- 藤の木団地線（広島BC[注釈 2] - 高速4号線 - 藤の木団地）
- 石内線（JR五日市駅北口 - 市立大学前）

| のりば | 路線番号  | 運行会社 | 行先                                         | 備考           |
| ------ | --------- | -------- | -------------------------------------------- | -------------- |
| 2      | 1-9       | 広電バス | 広島市立大学                                 | 平日のみ運行   |
| 2      | 60        | 広電バス | （高速4号線・中広町経由）紙屋町・市役所前    | 平日朝のみ運行 |
| 2      | 60,62     | 広電バス | （高速4号線・中広町経由）広島バスセンター    |                |
| 2      | 61,63     | 広電バス | （高速4号線・横川駅経由）広島バスセンター    |                |
| 2      | 63-9      | 広電バス | （高速4号線経由）横川駅                      | 平日朝のみ運行 |
| 3      | 1         | 広電バス | （石内旧道経由）五日市駅北口                 | 平日のみ運行   |
| 3      | 60-3      | 広電バス | 藤の木団地                                   |                |
| 3      | 61-1      | 広電バス | 五月が丘四丁目・五月が丘三丁目・免許センター |                |
| 3      | 61-4      | 広電バス | ジ・アウトレット広島・そらの北               |                |
| 3      | 62-1,63-1 | 広電バス | Aシティ中央・花の季台                        |                |
| 3      | 62-2,63-2 | 広電バス | Aシティ中央・こころ南中央                    |                |
| 3      | 62-3,63-3 | 広電バス | Aシティ中央・こころ西風梅苑                  |                |
| 3      | 63-4      | 広電バス | Aシティ中央・こころ産業団地                  |                |

### 高速バス
| のりば | 愛称                                            | 運行会社                       | 行先                                                      | 備考                       |
| ------ | ----------------------------------------------- | ------------------------------ | --------------------------------------------------------- | -------------------------- |
| 2      | 降車専用                                        | 降車専用                       | 降車専用                                                  | 降車専用                   |
| 3      | メリーバード号（鳥取線）                        | 日ノ丸自動車                   | 真庭（北房呰部・湯原温泉） 倉吉（倉吉駅）・鳥取（鳥取駅） |                            |
| 3      | メリーバード号（米子線）                        | 広島電鉄 日本交通 日ノ丸自動車 | 米子（米子駅）                                            |                            |
| 3      | グランドアロー号                                | 広島電鉄 一畑バス              | 松江（松江駅）                                            | 特急便・普通便のみ         |
| 3      | みこと号                                        | JRバス中国 一畑バス            | 出雲（出雲市駅）                                          |                            |
| 3      | 広島 - 三次 - 庄原 - 東城線                     | 広島電鉄 備北交通              | 千代田IC・三次駅・庄原BC・東城駅                          | 東城行は備北交通便のみ運行 |
| 3      | いさりび号                                      | JRバス中国 石見交通            | 大朝IC・浜田駅                                            |                            |
| 3      | 錦帯ブルーライナー                              | いわくにバス                   | 岩国（岩国駅・岩国錦帯橋空港・日の出町車庫）              |                            |
| 3      | 広島 - 徳山・防府・山口線                       | 防長交通                       | 徳山（徳山駅）・防府（防府駅） 山口（西京橋・湯田温泉）   |                            |
| 3      | 広福ライナー（昼行） 広島ドリーム博多号（夜行） | 広交観光 JRバス中国 JR九州バス | 北九州（小倉南IC）・福岡（博多）                          | 広交観光は昼行便のみ運行   |

なお、石見銀山号（大田方面）、清流ライン高津川号（益田方面）は当バス停を通過する。

## 隣の駅
広島高速交通
■広島新交通1号線（アストラムライン）
伴中央駅 - 大塚駅 - 広域公園前駅